# Pawlos Fotiadis
Pawlos Fotiadis (Παύλος Φωτιάδης, ur. 15 listopada 1964 w Nikozji) – cypryjski narciarz alpejski, dwukrotny olimpijczyk.

## Wyniki olimpijskie
| Igrzyska      | Konkurencja            | Czas | Wynik |
| ------------- | ---------------------- | ---- | ----- |
| Sarajewo 1984 | Slalom gigant mężczyzn | –    | DNF   |
| Sarajewo 1984 | Slalom mężczyzn        | –    | DSQ   |